# Rocío Yáñez
Rocío Yañez Verdugo (Santiago de Chile, 22 de mayo de 1984) es una entrenadora de fútbol chilena y exjugadora de fútbol profesional. Es la primera mujer en dirigir fútbol profesional en Chile.

## Trayectoria
Rocío Yáñez posee el título de Director Técnico de Fútbol del Instituto Nacional del Fútbol, además de haber estudiado Periodismo, tener un Diplomado de Ciencias Aplicadas al Fútbol de Alto Rendimiento en Barcelona y participar en un curso de árbitro ANFA impartido por la Federación de Fútbol de Chile. Fue la primera mujer en dirigir en el torneo femenino de Primera División de la ANFP, asumiendo en Universidad Católica en 2008, año en que el torneo femenino debutaba en el país.
También, fue la primera mujer en dirigir en el fútbol oficial en Chile, tomando el mando del club San Antonio Unido, que militaba en Tercera División A el año 2011. En aquella temporada el equipo lila clasificó como tercero de la Primera Fase Zona Norte, y acabando cuarto y último de su grupo en la Segunda Fase sin lograr clasificar a la Fase Final, en busca del ascenso.
Posteriormente, se convirtió en la primera mujer en dirigir en el fútbol profesional en Chile. Entre fines de 2016 y principios de 2017 hizo dupla técnica con Víctor González para dirigir en Lota Schwager, que participaba de la Segunda División Profesional.

## Selección nacional
Dirigió la Selección femenina de fútbol de Chile, en su categoría sub-17, la cual participó del Sudamericano Femenino de Bolivia 2012.
Además, aquel año dirigió tanto las categorías sub-20 y adulta de la selección femenina.

## Clubes como entrenador
| Club                           | País  | Año       | Nota                                  |
| ------------------------------ | ----- | --------- | ------------------------------------- |
| Ferroviarios                   | Chile | 2006-2007 | Rama femenina (ANFA)                  |
| Universidad Católica           | Chile | 2008      | Rama femenina (ANFP)                  |
| Trasandino de Los Andes        | Chile | 2010      | Ayudante Técnico                      |
| San Antonio Unido              | Chile | 2011      | Entrenadora                           |
| Selección Femenina             | Chile | 2012      | Entrenadora (Adulta, Sub-20 y Sub-17) |
| Selecciones Universidad UNIACC | Chile | 2013      | Entrenadora (equipos mixtos)          |
| Lota Schwager                  | Chile | 2016-2017 | Ayudante Técnico                      |